# Свобода и солидарность (партия)
«Свобода и солидарность» (словац. Sloboda a Solidarita) — либеральная партия Словакии. Партия выступает за урезание привилегий политиков и в поддержку легализации однополых браков и лёгких наркотиков. Кроме того, партия настроена евроскептически.
Партия была основана 28 февраля 2009 года экономистом Рихардом Суликом, активно продвигавшим в Словакии систему пропорционального налогообложения (Сулик был специальным советником обоих министров финансов после 2002 года). На выборах в Европарламент 2009 года партия Сулика в условиях рекордно низкой явки получила 39 016 (4,71 %) голосов и не смогла рассчитывать на депутатские мандаты. По последним опросам, перед парламентскими выборами 12 июня 2010 года партия могла рассчитывать на 12,4 % голосов. Таким образом, партия могла стать второй по представительству в парламенте, однако на выборах она получила 307 287 (12,14 %) голосов и 22 депутатских мандата, сформировав третью по величине фракцию.
В 2009 году партия развернула кампанию по проведению «Референдума-2009» по вопросам уменьшения численности парламента со 150 до 100 мест, уменьшения привилегий и расходов депутатов, либерализации законодательства в области СМИ. После формирования в 2010 году коалиционного правительства с участием партии референдум был одобрен; он прошёл 18 сентября 2010 года. На парламентских выборах 2012 года партия получила 5,88 % голосов и 11 мест в парламенте.
Высший орган — конгресс (Kongres), между конгрессами — республиканский совет (republiková rada).